# Agriocnemis luteola
Agriocnemis luteola là một loài chuồn chuồn kim trong họ Coenagrionidae.
Agriocnemis luteola được Navás miêu tả khoa học năm 1936.